# The Flight
The Flight est un duo musical anglais composé de Joe Henson et Alexis Smith. Le duo a écrit des chansons et composé pour le cinéma, les émissions de télévision et les jeux vidéo. Joe Henson a commencé sa carrière musicale professionnelle en tant que bassiste en tournée, notamment dans le groupe The Freestylers,,,,.

## Discographie

### Jeux vidéo
| Video games                     | Video games | Video games                                                                             |
| Title                           | Year        | System                                                                                  |
| ------------------------------- | ----------- | --------------------------------------------------------------------------------------- |
| Zubo                            | 2008        | Nintendo DS                                                                             |
| Spare Parts                     | 2011        | PlayStation 3, Xbox 360                                                                 |
| Assassin's Creed IV: Black Flag | 2013        | Windows, Wii U, PlayStation 3, PlayStation 4, Xbox 360, Xbox One, Nintendo Switch       |
| LittleBigPlanet 3               | 2014        | PlayStation 3, PlayStation 4                                                            |
| Alien: Isolation                | 2014        | Windows, Linux, OS X, PlayStation 3, PlayStation 4, Xbox 360, Xbox One, Nintendo Switch |
| Horizon Zero Dawn               | 2017        | Windows, PlayStation 4                                                                  |
| Assassin's Creed Odyssey        | 2018        | Windows, PlayStation 4, Xbox One, Nintendo Switch                                       |
| Horizon Forbidden West          | 2022        | Windows, PlayStation 4, PlayStation 5                                                   |
| Gotham Knights                  | 2022        | Windows, PlayStation 5, Xbox Series                                                     |
| Assassin's Creed Shadows        | 2025        | Windows, macOS, PlayStation 5, Xbox Series                                              |

### Télévision
| Télévision         | Télévision | Télévision                                |
| Titre              | Année      | Remarques                                 |
| ------------------ | ---------- | ----------------------------------------- |
| Made               | 2011       | Séries MTV                                |
| Kids on the Edge   | 2016       | Documentaire Channel 4                    |
| No Man Left Behind | 2016       | Série documentaire de National Geographic |
| Drugsland          | 2017       | Série documentaire de la BBC One          |
| Lockwood & Cie.    | 2023       | Séries Netflix                            |